# Hôtel de préfecture de la Somme
Pour les articles homonymes, voir Hôtel de l'Intendance.
L'hôtel de préfecture de la Somme est un bâtiment situé à Amiens, chef-lieu du département de la Somme, en France. Il abrite les services de la préfecture de la Somme.

## Localisation
L'édifice est situé rue de la République dans le centre-ville d'Amiens, en face du Musée de Picardie.

## Historique
Le bâtiment a été construit au XVIIIe siècle pour abriter l'hôtel de l'Intendance de la Généralité d'Amiens. L'intendant Étienne Maynon d'Invault, en 1761, décida de la construction d'un nouvel hôtel. C'est l'intendant Bruno d'Agay qui décida en 1773, d'installer ses bureaux dans la maison de l'imprimeur du roi qu'il fit réaménager par l'architecte parisien Louis de Montigny, sur des terrains acquis auprès de propriétaires privés dont le marquis de Runes, Vaysse, seigneur d'Allonville ou Vaquette, seigneur de Fréchencourt. Il devint sous le Consulat, l'hôtel de la Préfecture de la Somme. En 1816, l'architecte amiénois François-Auguste Cheussey réamanagea le bâtiment et dirigea la construction d'un pavillon sur la cour de l'orangerie, en 1838.
Après les bombardements allemands de 1918, au cours de la Première Guerre mondiale, les bâtiments détruits furent reconstruits à l'identique.
Les bâtiments et le parc sont protégés en partie au titre des monuments historiques (inscriptions du 7 mars 1988 et du 29 juillet 2013).

## Caractéristiques
L'Hôtel de la préfecture de la Somme est un exemple d'architecture civile urbaine de style néoclassique qui connut d'importants travaux de restauration sous le Second Empire.
Le vestibule, le salon de billard, le petit-salon, la rotonde, le salon de musique, la grande salle à manger, la petite salle à manger, la galerie d'apparat, avec leur décor, sont d'origine (seconde moitié du XVIIIe siècle) 
Au XIXe siècle, Jean Herbault, architecte amiénois, modifia l'édifice par la rénovation, notamment, de la grande salle à manger et le cabinet du préfet, sous le Second Empire.

## Parc
L'hôtel de la préfecture de la Somme est prolongé à l'est par un parc à l'anglaise dominé par un cèdre du Liban planté en 1756 par Dom Robbe, fondateur du Jardin des Plantes d'Amiens et prieur du couvent des Feuillants.
Le parc a gardé sa disposition originelle du XVIIIe siècle, on peut y voir également des platanes et des ifs. La glacière qui conservait la glace emmagasinée en hiver existe toujours, enterrée au fond du parc.

## Hôtel des Feuillants
Le Conseil départemental de la Somme a son siège dans l'ancien couvent des Feuillants d'Amiens voisin de la préfecture. L’hôtel des Feuillants doit son nom aux Feuillants, une branche de l'ordre cistercien. Les moines y vécurent de 1620 à 1789. De cet ancien couvent subsiste le corps principal qui date pour sa partie la plus ancienne de 1663; il a été construit en brique et pierre et fut rehaussé par la suite. Il subsiste de cette époque une partie du cloître.
À la Révolution française, les bâtiments furent déclarés Bien national.
En 1797, l'hôtel abrita les archives du département. En 1853, l'architecte Jean Herbault modifia le bâtiment pour qu'il puisse abriter les réunions du Conseil général de la Somme. La salle des séances, édifiée entre 1864 et 1866, a été décorée par Louis Duthoit. Une fresque de Jean-Jacques Staebler représente le département de la Somme.